# Posič (okres Chust)
Posič, ukrajinsky Посіч, maďarsky Poszics, je ves v Horinčovském jednotném územním společenství, v okrese Chust, v Zakarpatské oblasti Ukrajiny.  V roce 2001 zde žilo 249 obyvatel, většinou ukrajinské národnosti.